# Dmitri Fjodorowitsch Ustinow

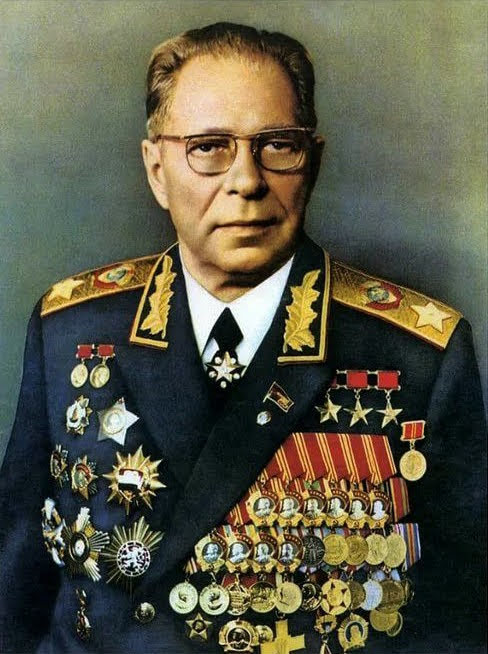
Dmitri Ustinow (1978)

Dmitri Fjodorowitsch Ustinow (russisch Дмитрий Фёдорович Устинов, wissenschaftliche Transliteration Dmitrij Fëdorovič Ustinov, englisch Dmitriy Ustinov; * 17. Oktoberjul. / 30. Oktober 1908greg. in Samara, Russisches Kaiserreich; † 20. Dezember 1984 in Moskau, Sowjetunion) war Marschall der Sowjetunion und von 1976 bis 1984 sowjetischer Verteidigungsminister.

## Leben

### Jugend, Ausbildung und Aufstieg
Ustinow stammte aus einer Arbeiterfamilie in Samara, die wegen der Hungersnot infolge des Bürgerkrieges vom Wolgagebiet nach Samarkand in Usbekistan umzog. Nach dem Tod des Vaters zog die Familie 1923 wieder um nach Makarjew (Gouvernement Kostroma) in Zentralrussland.
Ustinow trat 1927 der Kommunistischen Allunions-Partei (Bolschewiki) (WKP(B)), der späteren KPdSU, bei und studierte ab 1929 Maschinenbau am Polytechnischen Institut von Iwanowo, dann an der Technischen Hochschule Bauman in Moskau und schließlich am Militärinstitut für Mechanik von Leningrad und schloss das Studium 1934 als Maschinenbauingenieur ab. Er arbeitete zunächst als Konstruktionsingenieur im Leningrader Marineartillerie-Institut, wechselte 1937 zur Leningrader Fabrik Nr. 232 „Bolschewiki“ – den ehemaligen Obuchow-Werken – und wurde dort Ende der 1930er Jahre Direktor dieses Rüstungswerkes.

### Rüstungsminister, politischer Aufstieg
1941 – also im Alter von 33 Jahren – wurde Ustinow Volkskommissar für Rüstung (ab 1946 Minister). Er übte diese Funktion mit großem Erfolg unter Stalin bis 1953 aus. Mit der Verlegung von vielen Betrieben der Rüstungsindustrie hinter den Ural hatte er einen erheblichen Anteil am Sieg der Sowjetunion im Zweiten Weltkrieg. Nach dem Krieg war Ustinows Ressort in den Ausbau der Programme für den Raketenbau und die Weltraumfahrt involviert.
Von 1953 bis 1957 (Chruschtschow-Zeit) war er Minister für die Verteidigungsindustrie (Nachfolger: L. W. Smirnow) und von 1957 bis 1963 Stellvertretender Vorsitzender bzw. von 1963 bis 1965 Erster Stellvertretender Vorsitzender des Ministerrats der UdSSR sowie Vorsitzender des Obersten Volkswirtschaftsrats. Da Chruschtschow ihn nicht sonderlich förderte, unterstützte er zunehmend Breschnew.
In der Partei wurde er 1952 Mitglied im Zentralkomitee und war von 1965 bis 1976 in der Breschnew-Zeit Sekretär des Zentralkomitees. 1965 wurde er auch Kandidat des Politbüros.
Er war verantwortlich für den weiteren Ausbau der Rüstungsindustrie, verbunden mit der Entwicklung militärischer Raumstationen in Zusammenarbeit mit dem Raumfahrtpionier Sergei Koroljow.

### Verteidigungsminister, Politbüromitglied

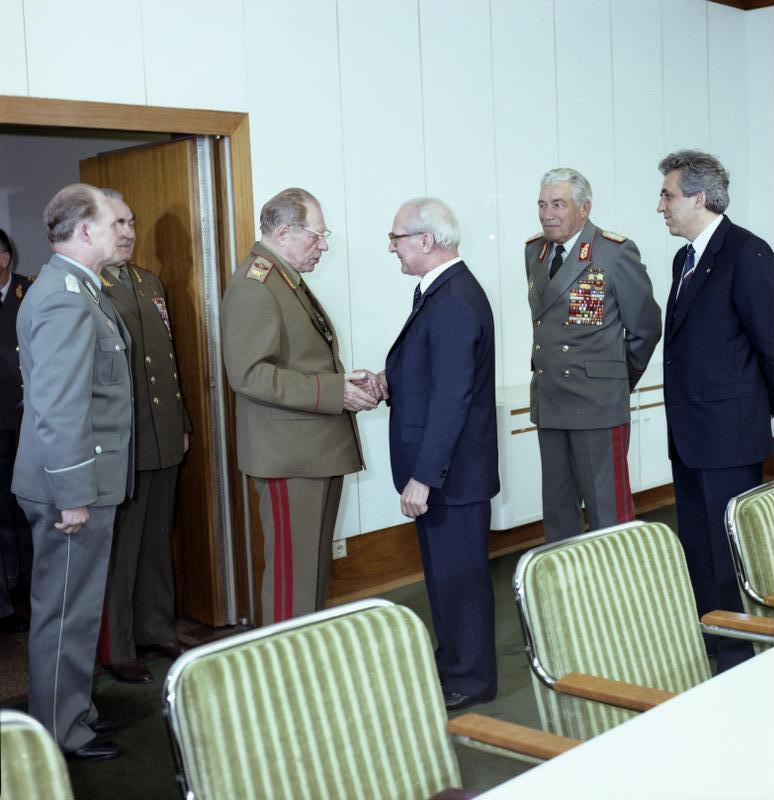
Ustinow trifft 1984 bei einem DDR-Besuch Erich Honecker, Heinz Hoffmann und Egon Krenz

Nach dem Tod von Marschall A. A. Gretschko am 26. April 1976 wurde Ustinow nur zwei Tage später neuer Verteidigungsminister der UdSSR, was er bis zu seinem Tod bleiben sollte. Zwar war Ustinow bereits fast 70 Jahre alt, aber er war ein Vertrauter Breschnews und als Rüstungsfachmann in dieser Phase der Umrüstung der Sowjetarmee ein idealer Kandidat. Damit war Ustinow seit Leo Trotzki der erste quasi „Zivilist“ auf dem Posten des Verteidigungsministers, wobei er jedoch von den erfahrenen Generälen S. L. Sokolow als Erstem Stellvertreter und N. W. Ogarkow als Chef des Generalstabes unterstützt und flankiert wurde. Zusammen mit W. G. Kulikow, dem Oberkommandierenden des Warschauer Paktes, wurden alle diese Persönlichkeiten zwischen dem 30. Juli 1976 (Ustinow) und dem 17. Februar 1978 (Sokolow) von Breschnew zum Marschall der Sowjetunion befördert. Zugleich war Ustinow vom 4. März 1976 bis zum 20. Dezember 1984 auch Vollmitglied im höchsten politischen Gremium der UdSSR, dem Politbüro der Kommunistischen Partei der Sowjetunion (KPdSU).
In seine Zeit als Verteidigungsminister fällt auch der Krieg in Afghanistan. Er unterstützte 1982 beim Tod Breschnews dessen Nachfolger Andropow und förderte Gorbatschows Aufstieg. Ustinow war verheiratet und hatte einen Sohn.

### Tod

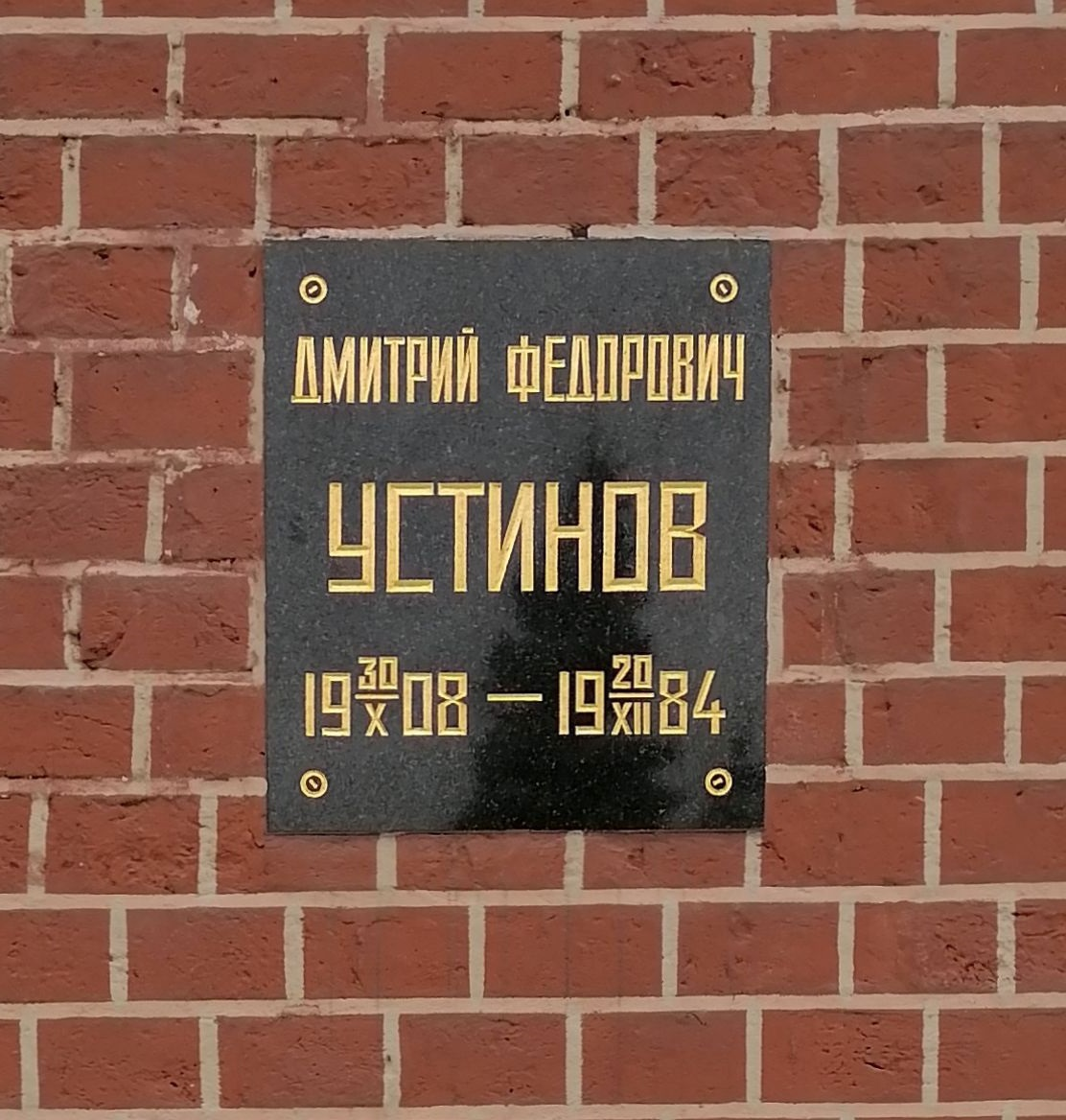
Ustinows Urnengrab

Ustinow sollte ursprünglich am 7. November 1984 die Militärparade auf dem Roten Platz anlässlich des Jahrestages der Oktoberrevolution abnehmen, musste aber wegen einer Lungenentzündung, an der er im Oktober erkrankt war, durch seinen Stellvertreter Sokolow ersetzt werden. Nachdem ihm in einer Notoperation ein Aneurysma der Aortenklappe entfernt worden war, verschlechterte sich sein Gesundheitszustand in der Folge immer mehr und es kam zu Leber- und Nierenproblemen. Am 20. Dezember 1984 starb Ustinow an Herzversagen.
Er wurde mit einem Staatsbegräbnis geehrt, erhielt eine Feuerbestattung und fand seine letzte Ruhe in der Nekropole an der Kremlmauer. Ustinow war die letzte Person, deren Urne an der Kremlmauer beigesetzt wurde.

## Ehrungen
- Ustinows Urne wurde 1984 an der Kremlmauer am Roten Platz bestattet.
- Nach seinem Tode wurde die Stadt Ischewsk vorübergehend nach ihm benannt.
- Auch die Technische Militäruniversität „Baltika“ in Leningrad erhielt zusätzlich seinen Namen.
- Der Kreuzer Marschall Ustinow der Slawa-Klasse wurde nach ihm benannt.

## Orden (Auswahl)

### Sowjetunion
Held der Sowjetunion (27.10.1978)
 Held der sozialistischen Arbeit (03.06.1942, 17.06.1961)
 Leninorden (08.02.1939, 03.06.1942, 05.08.1944, 08.12.1951, 20.04.1956, 21.12.1957, 29.10.1958, 29.10.1968, 02.12.1971, 27.10.1978, 28.10.1983)
 Kutusoworden I. Klasse (18.11.1944)
 Suworoworden I. Klasse (16.09.1945)
 Leninpreis (20.04.1982)

### Ausland
Karl-Marx-Orden (1978, 1983)
 Scharnhorst-Orden (1977)
 Orden des Weißen Löwen (1977)
 Finnischer Orden der Weißen Rose (1978)